# Kinyeti
Der Kinyeti (auch Kinjeti) ist der höchste Berg im Südsudan.

## Geografie
Er liegt im Imatong-Gebirge an der Grenze zu Uganda und erhebt sich 3187 Meter über den Meeresspiegel. Der gleichnamige Fluss Kinyeti entwässert das Kinyeti-Massiv gegen Norden.
Der englische Botaniker Thomas Ford Chipp (1886–1931) bestieg den Kinyeti im Februar 1929. Eine seiner Entdeckungen in Gipfelnähe war die Pflanzenart Coreopsis chippii, heute Bidens chippii.

## Einzelnachweise

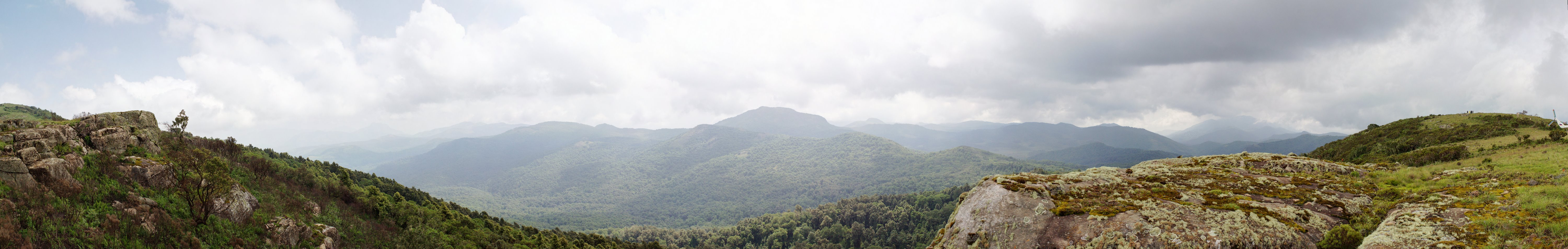
Gipfelbild